# Col de Bluffy
Le col de Bluffy est un col routier des Alpes situé dans le département de la Haute-Savoie, en France. Il se trouve dans le massif des Bornes à une altitude de 631 mètres, au nord-est du lac d'Annecy, entre le mont Baret au nord-ouest et les dents de Lanfon au sud-est. Franchi par la route départementale 909, il permet de relier au nord-est Thônes et la vallée du Fier et au sud-ouest la rive droite du lac d'Annecy et notamment la ville éponyme. Il domine le village de Menthon-Saint-Bernard et notamment son château.